# 103 (număr)
103 (o sută trei) este numărul natural care urmează după 102 și precede pe 104.

## În matematică
- Este al 27-lea număr prim.
- Este un număr prim cubic generalizat.[2]
- Este un număr prim Labos.[3][4]
- Este un număr prim plat.[5][6]
- Este un număr prim slab.[7][8]
- Este un număr prim subțire.[9][10]
- 103 formează o pereche de prime gemene cu 101,[11] de aceea 101 este un prim Chen.[12]
- Este un număr fericit.[13][14]
- 103 este un număr strict non-palindromic.[15]

## În știință
- Este numărul atomic al lawrenciului.

### Astronomie
- NGC 103, un roi deschis, situat în constelația Cassiopeia.
- Messier 103, M103 sau NGC 581, un roi deschis situat în constelația Cassiopeia.
- 103 Hera, o planetă minoră (asteroid) din centura principală.
- 103P/Hartley (Hartley 2), o cometă descoperită de Malcolm Hartley.

## Alte domenii
- Mai multe drumuri au acest număr - New Brunswick Route 103, Alabama State Route 103, A103 etc.
- Numărul de telefon de urgență pentru ambulanță în Belarus, India și Ucraina.
- 103rd Street.